# ديف ألفورد
ديف ألفورد (بالإنجليزية: Dave Alford)‏ هو موسيقي أمريكي، ولد في 1954.

## وصلات خارجية
- ديف ألفورد على موقع ميوزك برينز (الإنجليزية)
- ديف ألفورد على موقع ديسكوغز (الإنجليزية)